# Diocese do Funchal
A Diocese do Funchal (Dioecesis Funchalensis) foi criada em 12 de Junho de 1514, através da bula Pro excellenti præeminentia do papa Leão X, após a elevação da vila do Funchal ao estatuto de cidade pelo Rei D. Manuel (alvará régio de 21 de Agosto de 1508), ficando a recém-criada diocese na dependência da arquidiocese de Lisboa.
Dezanove anos mais tarde, em 31 de Janeiro de 1533, foi elevada à dignidade arquidiocesana, tendo-se tornado, durante vinte e dois anos, a maior arquidiocese metropolitana do mundo, tendo como sufragâneas as dioceses do Império Colonial Português nos Açores, Brasil, África e Oriente. Foi seu primeiro (e único) arcebispo D. Martinho de Portugal (com o título de Primaz), após o que, em 3 de Julho de 1551, uma nova reorganização das dioceses de Portugal e do seu império levou à extinção da arquidiocese do Funchal e ao regresso à sua condição de simples diocese dependente da arquidiocese (mais tarde Patriarcado) de Lisboa; as suas sufragâneas seguiram-lhe o destino.
Da diocese funchalense desmembraram-se as seguintes circunscrições eclesiásticas: Diocese de Goa, Diocese de Angra, Diocese de Cabo Verde, Diocese de São Tomé e Diocese de São Salvador da Bahia.
De qualquer forma, os primeiros três bispos jamais se deslocaram à Madeira; apenas o quarto, Frei Jorge de Lemos, aí foi tomar pessoalmente posse do cargo.
Até começos do século XX, os bispos do Funchal usaram o título de Bispos da Madeira, do Porto Santo, das Desertas e de Arguim.
Em 8 de Março de 2007 a Santa Sé nomeou Bispo do Funchal D. António José Cavaco Carrilho, até então Bispo Auxiliar da Diocese do Porto.
Em 12 de Janeiro de 2019 a Santa Sé nomeou Bispo do Funchal D. Nuno Brás da Silva Martins, até então Bispo Auxiliar do Patriarcado de Lisboa.

## Brasão
Em 23 de Março de 2019, a Diocese anunciou através da sua página no Facebook e numa nota histórica no seu website o seu brasão de armas. As armas foram concebidas por Miguel Pinto-Correia na sequência da carta aberta do economista ao Bispo publicada no JM-Madeira, sugerindo que a Diocese deveria adoptar um brasão de armas no 600º aniversário da descoberta da Madeira.

### Brasonamento e Simbologia
Escudo terciado em mantel: o primeiro de Vermelho com um livro aberto de Ouro, sobre a página dextra um Alfa de Vermelho e sobre a página sinistra um Ómega do mesmo; representa o Padroeiro Principal da Diocese do Funchal, o Apóstolo São Tiago Menor. Escreveu uma das epístolas do Novo Testamento. Foi o primeiro Bispo de Jerusalém e morreu martirizado no ano 62. A cor vermelha é símbolo da vida feita dom e serviço, com coragem e fortaleza. O segundo de Azul com uma estrela de 8 pontas de Prata, representa a Padroeira secundária da Diocese, Nossa Senhora do Monte. O fundo azul aponta para o cuidado maternal de Nossa Senhora, estrela que nos conduz a Jesus. O terceiro de Ouro com a Cruz da Ordem de Cristo sobre ondas de prata e azul. Representa a centralidade de Cristo e a missão da Igreja de sair em missão a anunciar o Evangelho da Esperança. O dourado simboliza a grandeza da Fé. A Cruz da Ordem de Cristo sob o dourado é uma homenagem à mesma Ordem e à Região Autónoma da Madeira. Lembra, também, as naus portuguesas a rasgar as ondas na grande aventura da Evangelização. As ondas representam não apenas o nosso mar que abraça a terra das nossas ilhas, mas também os nossos emigrantes, espalhados pelos quatro cantos da terra e missão evangelizadora da Igreja.
Listel de branco, sotoposto ao escudo, em letras maiúsculas, de negro: DIOCESE DO FUNCHAL.

## Lista de prelados do Funchal

### Bispos do Funchal
1. D. Diogo Pinheiro (1514-1526)

### Arcebispos do Funchal
2. D. Martinho de Portugal (1533-1547)

### Bispos do Funchal
3. D. Frei Gaspar (I) do Casal (1551-1556), depois bispo de Leiria e bispo de Coimbra-conde de Arganil
4. D. Frei Jorge de Lemos (1556-1569)
5. D. Frei de Távora (1569-1573)
6. D. Jerónimo (I) Barreto (1573-1585)
7. D. Luís (I) de Figueiredo de Lemos (1585-1608)
8. D. Frei Lourenço de Távora (1610-1617)
9. D. Jerónimo (II) Fernando (1619-1650)
10. D. Frei Gabriel de Almeida (1670-1674)
11. D. Frei António (I) Teles da Silva (1674-1682)
12. D. Estêvão Brioso de Figueiredo (1683-1689)
13. D. Frei José (I) de Santa Maria (1690-1696)
14. D. José (II) de Sousa Castelo Branco (1698-1725)
15. D. Frei Manuel (I) Coutinho (1725-1741)
16. D. Frei João (I) do Nascimento (1741-1753)
17. D. Gaspar (II) Afonso da Costa Brandão (1756-1784)
18. D. José (III) da Costa Torres (1784-1796)
19. D. Luís (II) Rodrigues Vilares (1796-1811)
20. D. João (II) Joaquim Bernardino de Brito (1817-1819)
21. D. Francisco (I) José Rodrigues de Andrade (1821-1838)
22. D. José (IV) Xavier de Cerveira e Sousa (1844-1849)
23. D. Manuel (II) Martins Manso (1849-1858)
24. D. Patrício Xavier de Moura e Brito (1859-1872)
25. D. Aires de Ornelas e Vasconcelos (1872-1874)
26. D. Manuel (III) Agostinho Barreto (1876-1911)
27. D. António (II) Manuel Pereira Ribeiro (1914-1957)
28. D. Frei David de Sousa, O.F.M. (1957-1965)
29. D. João (III) António da Silva Saraiva (1965-1972)
30. D. Francisco (II) Antunes Santana (1974-1982)
31. D. Teodoro de Faria (1982-2007)
32. D. António (III) José Cavaco Carrilho (2007-2019)
33. D. Nuno Brás da Silva Martins (2019-presente)

## Escutismo
1. Escutismo nesta diocese: Região da Madeira